# Exocentrus takakuwai
Exocentrus takakuwai là một loài bọ cánh cứng trong họ Cerambycidae.